# Hallensen
Hallensen ist neben Bruchhof die kleinste Ortschaft der Stadt Einbeck im südniedersächsischen Landkreis Northeim.

## Geografie
Das Dorf Hallensen befindet sich im nordwestlichen Teil der Stadt Einbeck, das dicht an der Bundesstraße 3 gelegen ist.

## Geschichte

### Ersterwähnung, Eingemeindungen
Der Ort wurde im Jahr 1306 unter dem Namen Hallenessen erstmals urkundlich erwähnt. Die Edelherren von Meinersen schenkten am 13. Januar 1306 einen Hof und drei Hufen dem Hl. Blut-Altar des Alexander-Stiftes in Einbeck. Burchard III. Edler von Meinersen schenkte am 16. Januar 1322 ebenfalls dem Blut-Altar des Alexander-Stiftes 1½ Hufen mit Zubehör in Hallenhossen.
Im Zuge der Gebietsreform in Niedersachsen, die am 1. März 1974 stattfand, wurde die zuvor selbständige Gemeinde Hallensen durch Eingemeindung zur Ortschaft der Stadt Einbeck.

### Einwohnerentwicklung
| Jahr      | 1910  | 1925  | 1933  | 1939  | 1950  | 1956  | 1961  | 1970  | 1973  | 2015   | 2020   |
| --------- | ----- | ----- | ----- | ----- | ----- | ----- | ----- | ----- | ----- | ------ | ------ |
| Einwohner | 68    | 65    | 59    | 53    | 90    | 70    | 69    | 51    | 48    | 35     | 36     |
| Quelle    | [ 6 ] | [ 7 ] | [ 7 ] | [ 7 ] | [ 8 ] | [ 8 ] | [ 9 ] | [ 9 ] | [ 1 ] | [ 10 ] | [ 11 ] |

|  |

## Politik

### Ortsrat
Der Ortsrat "Auf dem Berge", der die Ortschaften Bartshausen, Brunsen, Hallensen, Holtershausen, Naensen, Stroit, Voldagsen und Wenzen gemeinsam vertritt, setzt sich aus 13 Ratsmitgliedern zusammen.
- Wgem. "Auf dem Berge": 13 Sitze

(Stand: Kommunalwahl 12. September 2021)

### Ortsbürgermeister, Ortsbeauftragter
Der Ortsbürgermeister ist Gerhard Mika (WG).
Ortsbeauftragter ist Hermann Kass jun. (Stand: Dezember 2021).

### Wappen
| Wappen von Hallensen | Blasonierung: „Auf blauem Wappenschild mit goldenem (gelbem) Berg am Grund, darüber eine silberne (weiße) Wasserlinie. Oberhalb gekreuzt rechts eine goldene Sense und goldener Dreschschlegel.“ |
| Wappen von Hallensen | Wappenbegründung: Sense und Dreschflegel stehen für die Landwirtschaft, von der Hallensen geprägt war. Der Wellenbalken soll den Hillebach darstellen, in dessen Tal sich das Dorf entwickelte. Der Berg ist das gemeinsame Symbol der Dörfer „Auf dem Berge“. Die Farben nehmen Bezug auf die Zugehörigkeit von Hallensen zum ehemaligen Herzogtum Braunschweig. |

## Kultur und Sehenswürdigkeiten

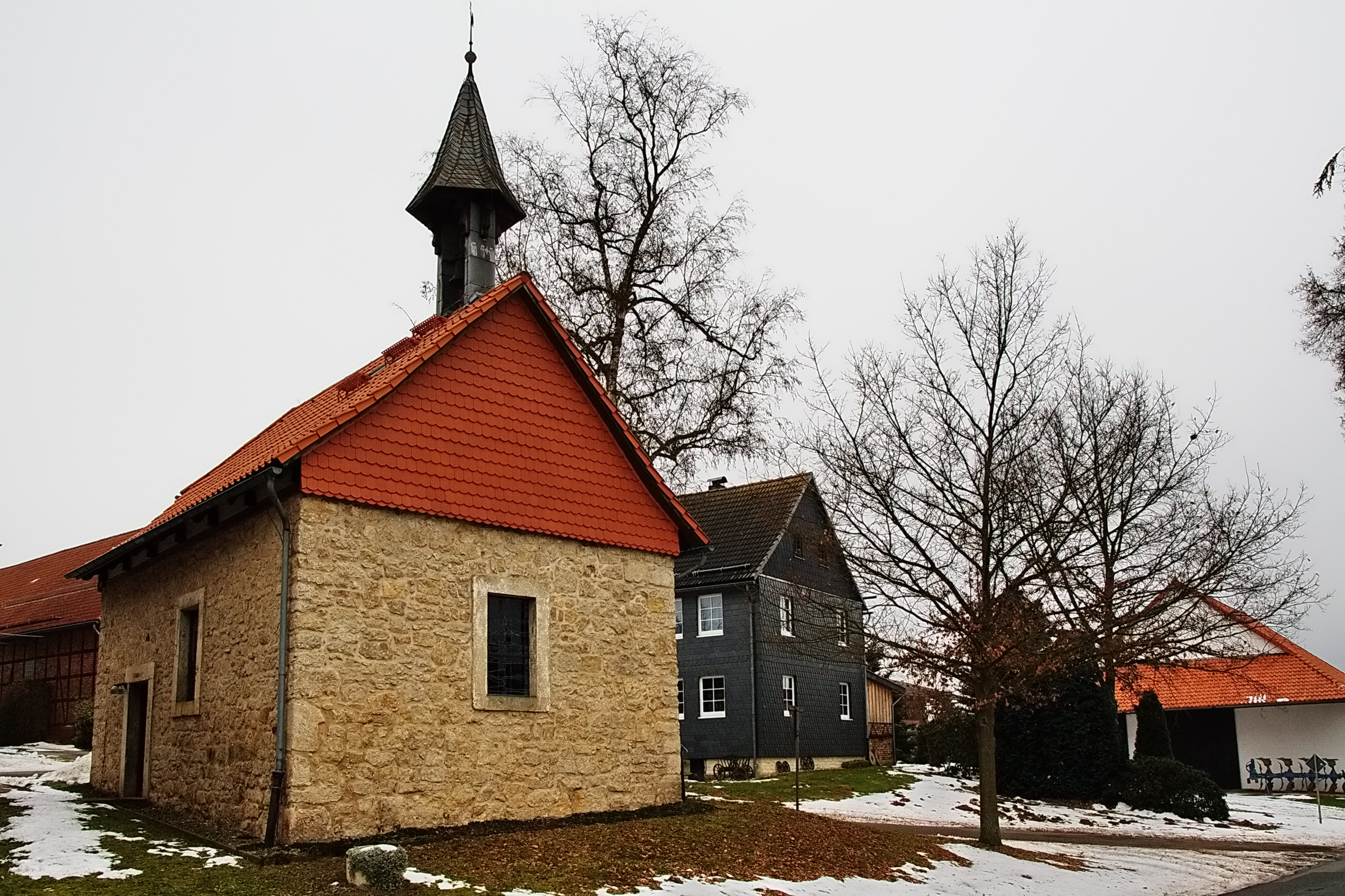
Kapelle

- Im Zentrum des Ortes steht oberhalb der Durchgangsstraße die kleine Kapelle.